# Thoury-Férottes
Thoury-Férottes är en kommun i departementet Seine-et-Marne i regionen Île-de-France i norra Frankrike. Kommunen ligger i kantonen Lorrez-le-Bocage-Préaux som tillhör arrondissementet Fontainebleau. År 2022 hade Thoury-Férottes 653 invånare.

## Befolkningsutveckling
Antalet invånare i kommunen Thoury-Férottes
| Referens: INSEE |